# Delta Cycling Rotterdam
Delta Cycling Rotterdam (código UCI: DCR), é uma equipa ciclista profissional neerlandêsa de categoria amador. Desde 2005 até 2018 foi equipa UCI de categoria Continental.

## Material ciclista
A equipa utiliza bicicletas Eddy Merckx

## Classificações UCI
A partir de 2005 a UCI instaurou os Circuitos Continentais UCI, onde a equipa tem estado nos anos completos nos que tem sido profissional em estrada, registado dentro do UCI Europe Tour. Estando nas classificações do UCI Europe Tour Ranking, UCI Oceania Tour Ranking e do UCI Africa Tour Ranking. As classificações da equipa e do seu ciclista mais destacado são as seguintes:

### UCI Africa Tour
| Temporada | Classificação por equipas | Melhor corredor | Posição |
| 2008-2009 | 19º                       | Roel Egelmeers  | 110º    |

### UCI Asia Tour
| Temporada | Classificação por equipas | Melhor corredor      | Posição |
| 2007-2008 | 22º                       | Joost van Leijen     | 65º     |
| 2016      | 94º                       | Jan-Willem Van Schip | 621º    |

### UCI Europe Tour
| Temporada | Classificação por equipas | Melhor corredor      | Posição |
| 2008-2009 | 52º                       | Bram Schmitz         | 118º    |
| 2009-2010 | 42º                       | Bram Schmitz         | 117º    |
| 2010-2011 | 52º                       | Yoeri Havik          | 109º    |
| 2011-2012 | 43º                       | Dylan Groenewegen    | 179º    |
| 2012-2013 | 22º                       | Dylan Groenewegen    | 51º     |
| 2013-2014 | 30º                       | Coen Vermeltfoort    | 60º     |
| 2015      | 48º                       | Coen Vermeltfoort    | 125º    |
| 2016      | 33º                       | Coen Vermeltfoort    | 621º    |
| 2017      | 55º                       | Jan-Willem Van Schip | 204º    |
| 2018      | 59º                       | Luuc Bugter          | 331º    |

### UCI Oceania Tour
| Temporada | Classificação por equipas | Melhor corredor  | Posição |
| 2008-2009 | 4º                        | Joost van Leijen | 5º      |

## Palmarés
Para anos anteriores, veja-se Palmarés da Delta Cycling Rotterdam

### Palmarés de 2018

#### Circuitos Continentais UCI
| Datas          | Circuito                | Carreiras                    | Ganhador            |
| 22 de maio     | UCI Europe Tour de 2018 | 3.ª etapa do Rás Tailteann   | Luuc Bugter         |
| 23 de maio     | UCI Europe Tour de 2018 | 4.ª etapa do Rás Tailteann   | Jason van Dalen     |
| 27 de maio     | UCI Europe Tour de 2018 | Rás Tailteann                | Luuc Bugter         |
| 8 de julho     | UCI Europe Tour de 2018 | 3.ª etapa do Tour de Sibiu   | Jason van Dalen     |
| 16 de setembro | UCI Europe Tour de 2018 | 6.ª etapa do Tour de Olympia | Marijn van der Berg |

## Plantel
Para anos anteriores, veja-se Elencos da Delta Cycling Rotterdam

### Elenco de 2018
| Nomeie              | Nascimento | Nacionalidade  | Equipo 2017                   |
| Sjoerd Bax          | 06/01/1996 | Países Baixos  | Delta Cycling Rotterdam       |
| Luuc Bugter         | 10/07/1993 | Países Baixos  | Delta Cycling Rotterdam       |
| Lucas Eamon         | 15/10/1992 | Estados Unidos | Astellas Cycling Team (2016)  |
| Ike Groen           | 31/05/1992 | Países Baixos  | Delta Cycling Rotterdam       |
| Vincent Hoppezak    | 02/02/1999 | Países Baixos  | Neoprofissional               |
| Adriaan Janssen     | 12/12/1995 | Países Baixos  | Team LottoNL-Jumbo (stagiare) |
| Gijs Meijer         | 07/10/1998 | Países Baixos  | Monkey Town Continental Team  |
| Gerco Pastoor       | 17/05/1998 | Países Baixos  | Delta Cycling Rotterdam       |
| Justin Timmermans   | 25/09/1996 | Países Baixos  | Baby-Dump Cyclingteam         |
| Rens Tulner         | 26/02/1998 | Países Baixos  | Delta Cycling Rotterdam       |
| Jason van Dalen     | 02/07/1994 | Países Baixos  | Delta Cycling Rotterdam       |
| Jens van den Dool   | 10/11/1998 | Países Baixos  | Delta Cycling Rotterdam       |
| Marijn van der Berg | 19/07/1999 | Países Baixos  | Neoprofissional               |

1. ↑  Até 19 de fevereiro.